# Kachuga kachuga
Kachuga kachuga és una espècie de tortuga pertanyent a la família Geoemydidae.

## Descripció
- La closca és el·líptica i fa 56 cm.
- El color varia des del marró fins a l'oliva.
- El plastró és llarg i estret.
- El cap és de mida moderada. El del mascle és vermell al dors i gris blavós decorat amb dues ratlles grogues en els costats, mentre que el de la femella és de color blau oliva.
- El musell és sortint.
- Presenta un parell de taques vermelles o grogues a la gola.
- Els maxilars poden ésser de color marró.
- El coll és de color marró oliva en les femelles, mentre que el dels mascles conté una sèrie de set franges longitudinals de color vermell o vermell marronós.
- La pigmentació vermella en els mascles és més brillant durant l'època reproductiva.
- Les extremitats són de color marró oliva amb escates transversals a la superfície anterior de les potes davanteres.
- Presenta dimorfisme sexual: les femelles són més grosses i tenen una cua curta, mentre que els mascles són més petits i tenen una cua llarga i gruixuda.[3]

## Reproducció
Les femelles fan el niu (entre 42 i 54 cm de fondària) al març i l'abril. La posta conté 15-30 ous de color blanc, ovalats i allargats (64-75,4 x 37,6-45,6 mm), els quals es desclouran al maig o el juny amb una mida de closca de, si fa no fa, 60 mm.

## Alimentació
És herbívora.

## Hàbitat
Viu en rius de gran fondària i fa els nius a terra.

## Distribució geogràfica
Es troba al sud del Nepal, el nord-est de l'Índia (conques dels rius Godavari i Kristna), Bangladesh (sobretot, a la conca del riu Ganges) i, possiblement també, al nord-oest de Myanmar.

## Estat de conservació
La seua principal amenaça és la pèrdua del seu hàbitat a un ritme més ràpid que el d'altres espècies del mateix gènere.